# Lebensqualität
Lebensqualität ist ein Sammelbegriff für all jene Faktoren, welche die Lebensbedingungen eines Individuums oder der Mitglieder einer Gesellschaft ausmachen.
Üblicherweise versteht man unter der Qualität des Lebens vor allem den Grad des subjektiven Wohlbefindens einer Person oder einer Gruppe von Menschen. Ein wichtiger Faktor ist hierbei der materielle Lebensstandard. Weitere Faktoren mit einem Einfluss auf Glück und Zufriedenheit sind z. B. Bildung, Berufschancen, sozialer Status, körperliche und psychische Gesundheit, Zugang zur Natur und andere. Diese werden in dem Begriff immaterieller Wohlstand zusammengefasst.
Lebensqualität stellt ein grundlegendes Thema in Philosophie, Medizin, Religion, Wirtschaft und Politik dar. Die eigene Lebensqualität lässt sich einerseits nach sehr subjektiven Kriterien einschätzen. Das individuelle Glücksempfinden könnte aber auch je nach Temperament weitgehend einem vorgegebenen Maß entsprechen (englisch set point), zu dem das Individuum nach kurzfristigen Veränderungen zurückkehre. Die Forschung der letzten Jahre erkennt zunehmend starke statistische Zusammenhänge zwischen Lebenszufriedenheit und den oben genannten äußeren Faktoren.
Somit könnte die subjektiv wahrgenommene Lebensqualität durch Verbesserung äußerer Faktoren gesteigert werden, und dies zumindest bei einigen Personen auch langfristig. Zudem sei sie auch durch die Art der individuellen Aufmerksamkeit beeinflussbar.

## Begriff

### Begriffsentstehung
Der Begriff quality of life wurde erstmals in den 1920er-Jahren von Arthur Cecil Pigou verwendet. Der US-Präsident Lyndon B. Johnson benutzte ihn 1964 in seinem Präsidentschaftswahlkampf und später in einer Rede zur Lage der Nation. Populär wurde der Begriff erst in den 1970er-Jahren. Im deutschen Sprachraum gehörte der ehemalige Bundeskanzler Willy Brandt den Quellen zufolge zu den ersten, die ihn öffentlich benutzten, und zwar in einer Regierungserklärung.
In der Medizin spielt er seit den 1980er-Jahren eine größere Rolle. In den USA verband Tibor Scitovsky im Jahr 1976 die Entwicklung eines steigenden Konsums ohne eine entsprechend zunehmende Zufriedenheit der Menschen in Wohlstandsgesellschaften mit dem Begriff joyless economy (freudlose Wirtschaft). Seine Arbeiten galten vorwiegend der Beziehung zwischen Konsum und Lebensfreude.

### Begriffsdiskussion
Die Definition der Weltgesundheitsorganisation (WHO) bezieht die subjektiven Aspekte des Individuums mit ein und lautet: „Lebensqualität ist die subjektive Wahrnehmung einer Person über ihre Stellung im Leben in Relation zur Kultur und den Wertsystemen, in denen sie lebt und in Bezug auf ihre Ziele, Erwartungen, Standards und Anliegen.“
„Über die Frage, welche Bereiche zur Lebensqualität zählen, gibt es unterschiedliche Auffassungen. Nach einer grundlegenden WHO-Definition umfasst Lebensqualität in Anlehnung an „Gesundheit“ das körperliche, psychische und soziale Befinden eines Individuums (WHO 1949). Mehrere Autoren betonen, dass Lebensqualität weniger die objektive Verfügbarkeit von materiellen und immateriellen Dingen umfasst, sondern den Grad, mit dem ein vom Einzelnen erwünschter Zustand an körperlichem, psychischem und sozialem Befinden auch tatsächlich erreicht wird.“
Lebensstandard drückt das reale Niveau des Besitzes und Konsumierens von Gütern und Dienstleistungen aus und ist als quantitative Größe objektiv messbar. Demnach wird damit der materielle Wohlstand und das physische Wohlbefinden für einen Menschen, eine soziale Gruppe, einer sozialen Schicht, eines bestimmten Gebietes oder eines Staates vergleichbar gemacht.
Wird der Bezugsrahmen auf nicht-wirtschaftliche und schwer messbare Bedürfnisse wie soziale Zugehörigkeit oder Selbstverwirklichung erweitert, spricht man von Lebensqualität (aus Sicht der Gesellschaft) oder Wohlbefinden (aus Sicht des Einzelnen).

## Messung von Lebensqualität
Lebensqualität ist nach allgemeiner wissenschaftlicher Auffassung ein multidimensionales Konstrukt, das nicht direkt erfasst, sondern nur in seinen Teilbereichen über Indikatoren abgebildet werden kann.
Zur Messbarkeit von Lebensqualität gibt es unterschiedliche theoretische Ansätze. „Die Objektivisten gehen von der Grundannahme aus, dass es identifizierbare Grundbedürfnisse gibt, deren Befriedigung das Wohlbefinden bestimmt. Die beobachtbaren Lebensverhältnisse können von Außenstehenden nach wissenschaftlichen beziehungsweise moralischen Standards bewertet werden.“ Diese Theorie hat Eingang in die Politik der so genannten Wohlfahrtsstaaten gefunden. Die Subjektivisten betonen dagegen die individuelle Wahrnehmung der eigenen Lebenssituation. „Die amerikanische Quality of Life-Forschung ist der Auffassung, dass Lebensqualität im Zuge der gesellschaftlichen Entwicklung zunehmend durch immaterielle Werte bestimmt wird. Da Glück, Zufriedenheit und Ängste aber nur durch die Bürger selbst beurteilt werden können, muss auch die Messung der Lebensqualität durch deren Befragung erfolgen.“ Diese Befragung kann z. B. sogenannte Glücksindikatoren ermitteln, mit denen das subjektive Wohlempfinden in eine über Zeit und Ort vergleichbare Zahl gebracht wird.
Auch ein weiterer Aspekt der Lebensqualität, der Zeitwohlstand, der die zur freien Verfügung stehende Zeit einschließt, wird in diesem Zusammenhang untersucht. Er kann über objektive Faktoren wie die Wochen- und Jahresarbeitszeit und das Ausmaß der familialen Verpflichtungen gemessen werden, oder auch durch Befragungen zu subjektiven Faktoren wie dem Empfinden von Zeitnot. Lebensqualität im Sinne selbst bestimmter Zeit wird bisweilen als der „wahre Luxus“ des modernen Mitteleuropäers bezeichnet.
Lebensqualität kann individuell und kollektiv gemessen werden. Dazu müssen die Parameter der Lebensqualität ausreichend definiert sein. Sowohl ihre Bestimmung wie auch die vorbereitende Festlegung entsprechender Normen sind Gegenstand von Konflikten der Menschen. Das Oral Health Impact Profile zum Beispiel ist ein Fragebogen zur Messung der mundgesundheitsbezogenen Lebensqualität. Ein Grund für Schwierigkeiten bei der Messung ist die hohe Zahl möglicher Parameter mit verschiedener Gewichtung. Aber auch für solche Datenlagen gibt es Auswertungsverfahren.
Zwei Leitlinien des Handelns von Statistikämtern in der EU sind die "GDP and Beyond” Communication und der Stiglitz-Sen-Fitoussi Commission report. Innerhalb von Eurostat arbeitet eine 'Sponsorship Group on Measuring Progress, Well-being and Sustainable Development' unter anderem daran, die Statistiken an sich wandelnde Informationsbedürfnisse anzupassen und ihre Aussagekraft hinsichtlich Wohlergehen und Nachhaltige Entwicklung zu erhöhen.

## Gesellschaftlicher Leitwert
Ab den 1970er Jahren setzte in einigen Staaten ein starker Trend der Individualisierung ein, der viele Optionen beinhaltet, dafür aber aufgrund des daraus entstandenen Werteuniversums wenig Orientierung bietet. Lebensqualität eignet sich als idealer Leitwert, weil es im Gegensatz zu den teilweise sehr ideologisch geprägten Werten die Fähigkeit hat zu verbinden (kollektiver Aspekt) und gleichzeitig individuelle Spielräume lässt.
Forschungen von Richard A. Easterlin, gestützt auf Umfrageergebnisse in Nordamerika, wiesen darauf hin, dass die Hypothese eines langfristig individuell fest vorgegebenen Wertes der Lebensqualität (eines individuellen Sollwertes oder set point) relativiert werden müsse. So sei die Lebensqualität langfristig wenig durch ökonomische Faktoren beeinflusst, was darauf zurückzuführen sei, dass sich Menschen weitgehend an die neue Bedingungen nahezu vollständig anpassen würden; im Gegensatz dazu hätten Änderungen in Bezug auf die Gesundheit und die Familie langfristige Wirkung, da hier nur eine teilweise Anpassung an neue Bedingungen stattfinde. Easterlin schlussfolgerte daraus, dass Einzelpersonen gut daran täten, nach Möglichkeit mehr Zeit für Familie und Gesundheit einzusetzen. Ob jedoch tatsächlich ein Einfluss dieser Faktoren im Sinne einer Ursache-Wirkungs-Beziehung vorliegt, ist umstritten.

### Demokratie und Lebensqualität
In föderalen und direktdemokratisch organisierten Gemeinwesen lässt es sich besser leben. Dies ergab eine Befragung von 6000 Schweizern. Die damit verbundene erhöhte Autonomie und Partizipation der Bürger steigert deren Lebensqualität beträchtlich. Interessant dabei ist: Die Möglichkeit zu partizipieren, der Prozessnutzen, ist für die Lebensqualität noch wichtiger als das Ergebnis des politischen Prozesses selbst. Zudem orientieren sich die Maßnahmen der Politiker aufgrund besserer Kontrolle und Verantwortlichkeit stärker an den Präferenzen der Bürger, was auch lebensqualitätserhöhend wirkt.

### Wirtschafts- und Sozialpolitische Relevanz
Wirtschaftswachstum als Wohlfahrts- bzw. Lebensqualitätsindikator heranzuziehen kann zu verzerrten wirtschaftspolitischen Maßnahmen führen. Wirtschaftswachstum und steigende Einkommen bedeuten nämlich nicht zwangsläufig eine höhere Lebensqualität. Easterlin konnte nachweisen, dass im Westen zwar das Pro-Kopf-Einkommen in den letzten Jahrzehnten beträchtlich gestiegen ist, dass das aber wenig Einfluss auf das subjektiv empfundene Wohlbefinden der Bürger hatte (Easterlin Paradox). In Japan hat sich im Zeitraum von 1958 bis 1991 das Bruttoinlandsprodukt versechsfacht, die durchschnittliche Lebenszufriedenheit blieb konstant. Das Bruttoinlandsprodukt (BIP) der USA stieg in der Zeit von 1970 bis Mitte der 1990er Jahre um 20 %, während das subjektive Wohlbefinden leicht gesunken ist. Für ein Sample von zwölf europäischen Ländern konnte im Zeitraum 1975 bis 1991 kein signifikanter Zusammenhang zwischen BIP und Lebenszufriedenheit festgestellt werden. In China konnte in den Jahren 1994 bis 2005 das reale Pro-Kopf-Einkommen um den Faktor 2,5 gesteigert werden, die Lebenszufriedenheit ist aber gesunken. Lebensqualität als wirtschaftspolitische Leitgröße hätte das Potenzial einen Wachstumsschub vergleichbar mit jenem der Informations- und Kommunikationstechnologie auszulösen.
Lebensqualität bietet nicht nur ein alternatives Wohlfahrts-, sondern auch ein alternatives Gerechtigkeitsmaß und damit eine andere Form der Sozialpolitik im Gegensatz zu der traditionellen, welche auf dem Versorgungsdenken beruht. Eine besondere Rolle spielt der Begriff der Lebensqualität im Zusammenhang mit den Themen Alter, Behinderung, Sterbehilfe, Lebenserhaltung sowie in der Palliativmedizin. Umstritten ist, welchen Grundanspruch auf ein Minimum an Lebensqualität eine Gesellschaft einem einzelnen Menschen gewähren soll. Großbritannien ermittelt im Rahmen seiner jährlichen Nachhaltigkeitsindikator-Erhebung seit zwei Jahren auch Indikatoren für Lebensqualität, so werden die Bürger unter anderem nach ihrer allgemeinen Zufriedenheit, ihrem Angstempfinden vor Verbrechen, ihr Vertrauen in ihre Mitbürger, der sportlichen Aktivität oder der Nutzung von Parks befragt.
Hohe Lebensqualität in Verbindung mit Forschungseinrichtungen gilt als wesentlicher Faktor für höhere Wertschöpfung bzw. als Grundlage für Startup-Unternehmen und Wirtschaftsgründungen (auch mit den möglichen Folgen einer Gentrifizierung).

### Gesundheitspolitische Relevanz
Die WHO sieht Lebensqualität als übergeordnetes Ziel der Gesundheitsförderung. In der Bangkok-Charta heißt es: „Die Vereinten Nationen erkennen an, dass das Erreichen der höchstmöglichen Gesundheitsstandards eines der fundamentalen Rechte aller Menschen ohne Unterschied darstellt. Gesundheitsförderung basiert auf diesem wesentlichen Menschenrecht. Dieses positive und umfassende Konzept begreift Gesundheit als einen Bestimmungsfaktor für Lebensqualität einschließlich des psychischen und geistigen Wohlbefindens.“ In der Medizin gibt es für spezifische Krankheiten das Modell der „Gesundheitsbezogenen Lebensqualität“ (Health Related Quality of Life). Für die betriebliche Gesundheitsförderung wurde das „Konzept Lebensqualität“ entwickelt. In der Versorgung und Betreuung von Menschen mit einer nicht heilbaren und fortschreitenden Erkrankung stellt Lebensqualität ein positives Gegenkonzept zu einer kurativen und auf Lebensverlängerung gerichteten Behandlung dar. Die palliative Behandlung strebt mit dem ausdrücklichen Ziel der Verbesserung von Lebensqualität der Patientinnen und Patienten die Linderung der Symptome sowie den Erhalt ihrer Würde und Selbstbestimmung an.

### Lebensqualität und Krebs
Die Volkskrankheit Krebs erfordert nach Ansicht von Ärzten und Krebsforschern, die Lebensqualität für Krebskranke in der Bundesrepublik zu verbessern. Mit diesem Ziel unterstützt die Deutsche Krebshilfe seit 2013 mit 356.000 Euro Spendengeldern die „LinDe-Studie“ genannte Untersuchung am Deutschen Krebsforschungszentrum Heidelberg. Dabei befragen Wissenschaftler über 10.000 gesunde und kranke Menschen in allen Bundesländern nach ihrer Lebensqualität. Die Wissenschaftler wollen „Beeinträchtigungen der Lebensqualität durch eine Krebserkrankung erfassen und Möglichkeiten erforschen, diese Beeinträchtigungen zu vermeiden.“ So soll die medizinische und psychosoziale Versorgung der Betroffenen verbessert werden. Nach aktueller Statistik des Robert Koch-Instituts erhalten derzeit jedes Jahr mehr als 490.000 Menschen in Deutschland die Diagnose Krebs. Die Tendenz ist steigend. Bis zum Jahr 2050 könnte sich diese Zahl um ein Drittel erhöhen.

### Heilpädagogische Relevanz

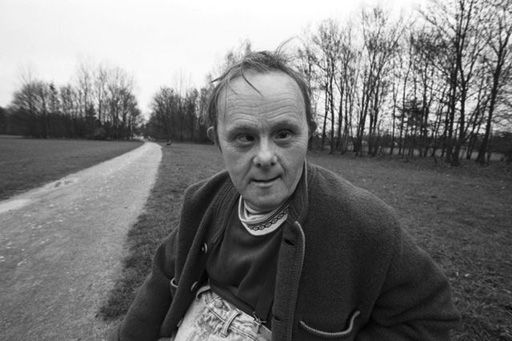
Lebensqualität von Menschen mit Behinderung: Andreas Walter, ein Überlebender der Krankenmorde in der Zeit des Nationalsozialismus mit Down-Syndrom, gestaltet seine Freizeit eigenständig

Das Konzept Lebensqualität hat in der Heilpädagogik eine überragende Bedeutung. Es gilt international schon seit mehreren Jahren als das Schlüsselkonzept der Qualitätsentwicklung für Einrichtungen für Menschen mit Behinderung. Das Konzept Lebensqualität vermag nicht nur, die grundlegenden Bedürfnisse der Menschen mit Behinderung als auch jene der Betreuenden in einen systematischen Zusammenhang zu bringen, sondern hat auch eine hohe praktische Gestaltungskraft im Alltag der heilpädagogischen Einrichtungen. Die tragenden Faktoren sowohl für die Menschen mit Behinderung als auch für die Betreuenden sind dabei das Erleben von Autonomie, Kompetenz, soziale Eingebundenheit (Partizipation) und Sinn.